# Charlie Barnett
Charlie Barnett (nascido em 4 de fevereiro de 1988) é um ator estadunidense, conhecido pelo seu papel de Peter Mills, um bombeiro e paramédico no drama da NBC, Chicago Fire, de 2012 a 2015. Outros dos seus trabalhos incluem Alan Zaveri, na comédia dramática da Netflix, Russian Doll; Ben Marshall, na série da Netflix, Tales of the City; e Gabe Miranda, no suspense da Netflix, You.

## Infância e educação
Barnett e a sua irmã foram adotados por Bob e Danee Barnett. A sua mãe adotiva é do Utah e é descendente de suecos, enquanto que o seu pai é construtor de barcos no Minnesota. Ele foi criado num veleiro perto de Longboat Key na Flórida até aos sete anos. Barnett descobriu uma paixão pelo teatro quando tinha seis anos e fez parte de muitas óperas e musicais na Sarasota Youth Opera. Frequentou a Booker High School. Participou no programa de teatro musical de verão da Carnegie Mellon. Depois do secundário, Barnett frequentou a Juilliard School, onde concluiu o programa de drama no ano de 2010.

## Carreira
Durante três temporadas, de 2012 a 2015, Barnett fez de Peter Mills no drama da NBC Chicago Fire.
Em 2017, conseguiu o papel de Ian Porter na série Valor do canal The CW.
Em 2018, fez de Alan Zaveri na série da Netflix Russian Doll. No mesmo ano, Barnett fez de Ben Marshall na minissérie da Netflix Tales of the City.
Em 2019, conseguiu o papel recorrente de Gabe Miranda na segunda temporada do thriller da Netflix You. Em julho de 2019, Barnett juntou-se ao elenco de Arrow, na oitava e última temporada da série, fazendo de John Diggle, Jr. O seu papel foi anunciado na Comic-Con.

## Vida pessoal
Barnett percebeu que era gay com 13 anos.
Lutou contra o alcoolismo.
Enquanto trabalhava, Barnett viveu em Nova Iorque, Los Angeles, Salt Lake City e Chicago. Atualmente reside em Los Angeles.
Barnett formou-se no programa de drama da Juilliard School, em 2010.
Gosta de velejar, jogar Ms. Pac-Man, e de carros clássicos.
Durante as gravações de Chicago Fire, Barnett viveu com os colegas Joe Minoso e Yuri Sardarov.
É fã dos White Sox e dos Chicago Bears.

## Prémios
- Out Magazine's Out100 Entertainers of the Year em 2019[4][23]

## Filmografia

### Filmes
| Ano  | Título                     | Papel                    | Notas |
| ---- | -------------------------- | ------------------------ | ----- |
| 2006 | Circus Island              | Billy Robarts            |       |
| 2011 | Private Romeo              | Ken Lee / Prince Escalus |       |
| 2012 | Gayby                      | Daniel                   |       |
| 2012 | Men in Black 3             | MP da Força Aérea #2     |       |
| 2013 | The Happy Sad              | Aaron                    |       |
| 2020 | The Stand In               | Simon                    |       |
| 2022 | We Are Gathered Here Today | Max Stone                |       |

### Televisão
| Ano          | Título                            | Papel            | Notas                                          |
| ------------ | --------------------------------- | ---------------- | ---------------------------------------------- |
| 2010         | Law & Order: Special Victims Unit | Chuck Mills      | Episódio: "Gray"                               |
| 2011         | Law & Order: Criminal Intent      | Dr. Sam Harris   | Episódio: "Cadaver"                            |
| 2013         | Apex                              | Tim              | Episódio: "Pilot"                              |
| 2012–2015    | Chicago Fire                      | Peter Mills      | Principal: 66 episódios/convidado: 4 episódios |
| 2016         | Code Black                        | Brian Godard     | Episódio: "Life & Limb"                        |
| 2016         | Secrets and Lies                  | Patrick Warner   | Principal                                      |
| 2017         | Orange Is the New Black           | Wes Driscoll     | Episódio: "The Reverse Midas Touch"            |
| 2017–2018    | Valor                             | Ian Porter       | Principal                                      |
| 2019–present | Russian Doll                      | Alan Zaveri      | Principal                                      |
| 2019         | Tales of the City                 | Ben Marshall     | Principal                                      |
| 2019         | Arrow                             | John Diggle, Jr. | Papel Recorrente (Season 8); 4 episódios       |
| 2019         | You                               | Gabe Miranda     | Papel Recorrente (Temporada 2)                 |
| 2021         | Special                           | Harrison         | Papel Recorrente                               |
| 2021         | Ordinary Joe                      | Eric Payne       | Principal                                      |
| 2024         | The Acolyte                       | Yord Fandar      | Principal                                      |